# Тисмениця
Ти́смениця — місто Івано-Франківського району, Івано-Франківської області. Розташоване в Станиславівській улоговині над річкою Ворона; відомий центр кушнірства.

## Історія
Віддавна у краєзнавчій та науковій літературі зустрічаються різні точки зору на дату появи першої писемної згадки про Тисменицю. Частина дослідників довший час притримувалася думки, що вперше про це поселення було згадано в Іпатіïвському літописі близько 1143 року. На противагу їм польський краєзнавець Домінік Хіровський ще наприкінці 1930-х наводив документальні факти, що Тисмениця у контексті прибуття сюди перших вірменських переселенців згадується в усіх "Шематизмах Львівської вірмено-католицької архидієцезії" набагато раніше — 1062 року. Цю ж позицію у своїй фундаментальній праці, присвяченій історії міста, цілковито підтримали новітні вітчизняні дослідники Ігор Андрухів та Степан Гаврилюк. Врешті на офіційному рівні українським законодавством саме 1062 рік було визнано датою заснування Тисмениці.
Із занепадом Галицько-Волинського князівства місто опинилося під владою чужоземців. Давньоруський боярин Васько Тептух та його син Васько Тептухович, які отримали значні маєтки від польського короля Казімежа ІІІ після окупації Королівства Руси, підписувались «з Тисмениці».
У 1448 році від польського короля Казимира IV Тисмениця отримала маґдебурзьке право і була досить значним ремісничо-торговим центром на Передкарпатті.
1513 року місто зруйнували дощенту та спалили нападники: турки, татари, волохи. Як наслідок, міські привілеї були втрачені. Дідичі — брати Аукт та Якуб Панєвські — від короля Сігізмунда І Старого отримали право збирати податки. Тисменичани, що врятувались, розпочали закладати нове місто в долині річки Ворони.
У податковому реєстрі 1515 року в селі документується піп (отже, уже тоді була церква), млин і 8 ланів (близько 200 га) оброблюваної землі та ще 3 лани тимчасово вільної.
Балтазар Ожґа — львівський підстароста — державець маєтку, власник — Мальхер Паньовський.
У вересні 1592 року тисменицькі кушніри об’єдналися в цехову організацію кушнірів та білошкірників з дозволу власника міста Миколи Потоцького. 
1594 року татари спалили місто під час нападу на Галичину через прорахунки коронного командування.
Відомий хроніст Шимон Окольський — перший вікарій конвенту (монастиря) у Тисмениці після фундушу Миколая Потоцького-«ведмежої лаби» разом з дружиною Зофією із Фірлеїв для парафії РКЦ в місті 1630 року. Керівництво парафією дідичі віддали домініканціям. У 1679 році вірменські переселенці «заложили гарбарню саф’янову».
1732 року в місті діяв монастир василіян (УГКЦ, не діяв 1744-го). 1759 року розпочато будівництво нової вірменської церкви (костелу) за сприяння Миколи Василя Потоцького. 1763 року згоріли костел (будівничий — Йоган Шільцер) та монастир домініканців, які були відбудовані.
У 1788 р. тут засноване «Товариство шевців». До нього входило 87 шевців з самого міста та навколишніх сіл.
Офіційно 14 лютого 1878 року селище міського типу Тисмениця перейменовано у місто районного підпорядкування Тисмениця
До кінця 19 століття швейна промисловість занепала, через конкуренцію із Російська імперія, Німецька імперія, Австро-Угорщина (у середині 19 ст. нараховувала 6000 мешканців). 1900 року 2049 мешканців (38 %) було євреями.
1891 року у місті була закладена перша в Україні хутрова фабрика, яка згодом стала одним з чотирьох головних підприємств хутряної промисловості УРСР. Підприємство виготовляло як масову продукцію для внутрішнього радянського ринку (кролячі шапки) так і експортну продукцію. Після розпаду СРСР, зі залученням іноземних інвесторів, підприємство було швидко приватизоване та реструктуроване для обробки хутра та пошиву хутряних виробів із переважно імпортної сировини. Значна частина колишніх робітників фабрики з поверненням права приватного ремісництва вдалася до доморобного кушнірства.
3 липня 1941 року місто окупували угорські війська після чого повноваження були передані німецькій цивільній адміністрації.  До серпня 1941 року в місто прибула частина угорських євреїв-біженців, де вони отримали допомогу від місцевих євреїв, проте згодом вони були відправлені в Станіславів, де були вбиті 12 жовтня 1941 року. Навесні 1942 року було створено гето, остаточна ліквідація якого була 8 серпня 1942 року. Загалом в гето перебували 1500 євреїв, з яких в місті були убиті або померли від голоду та хвороб 63 особи, інші були переведені в Станіславське гето.
Починаючи з другої половини 1944 року в Тисмениці та околицях активізувало свою діяльність українське націоналістичне підпілля. У ніч з 4 на 5 грудня 1944 року місто атакувала сотня УПА «Орли». Повстанці пошкодили лінії зв'язку, оточили райвідділ НКВД та військовий комісаріат та обстрілювали їх протягом 5 годин. Атакували також місцеву взуттєву фабрику, пограбувавши склади зі шкірою, та підпалили будинок, у якому мешкав заступник голови місцевої райспоживспілки, який загинув під час пожежі. Повстанці відступили лише тоді, коли прибула підмога зі Станіслава, зокрема один танк. За даними радянської сторони, втрати більшовиків склали: 1 убитий і 1 поранений. Наступної ночі було здійснено ще один наліт підпілля на районний центр, який тривав дві з половиною години. Об'єктами нападу було обрано РВ НКВС, НКДБ та райвійськкомат. Завдяки пильності розвідки особовий склад НКВС та НКДБ вчасно вжив рішучих заходів оборони та напад був ображений. З особового складу ніхто не постраждав, а у райвійськкоматі поранено одного боєць. Одночасно було атаковано будинок, де мешкали голова райспоживспілки тов. Карпенко та його заступник тов. Никитюк. У результаті нападу останній отримав важке поранення і згорів у будинку. 

## Населення

### Національний склад
Розподіл населення за національністю за даними перепису 2001 року:
| Національність  | Відсоток |
| --------------- | -------- |
| українці        | 99,01%   |
| росіяни         | 0,74%    |
| інші/не вказали | 0,25%    |

### Мова
Розподіл населення за рідною мовою за даними перепису 2001 року:
| Мова            | Чисельність, осіб | Відсоток |
| --------------- | ----------------- | -------- |
| Українська      | 9 638             | 99,16%   |
| Російська       | 64                | 0,66%    |
| Румунська       | 5                 | 0,05%    |
| Польська        | 3                 | 0,03%    |
| Білоруська      | 2                 | 0,02%    |
| Вірменська      | 1                 | 0,01%    |
| Німецька        | 1                 | 0,01%    |
| Грецька         | 1                 | 0,01%    |
| Інші/Не вказали | 5                 | 0,05%    |
| Разом           | 9 720             | 100%     |

## Економіка
Головними промисловими галузями міста є хутрове та деревообробне виробництво.
Наразі на базі хутряної фабрики міста працює ВАТ «Хутрофірма „Тисмениця“» (ПФТС: TYSM), до інвесторів якої входять німецькі компанії Rosenberg & Lenhart і MPV, а також зв'язані українсько-нідерладські підприємства «Тикаферлюкс» та «Профі-Тис». Фабрика перероблює близько 10 млн хутрових шкурок на рік. В листопаді 1994 «Тисмениця» одержала приз Мадридського клубу лідерів торгівлі «За найкраще торговельне ім'я» і нагороду Асоціації підприємців та професійних маркетологів Америки та Європи (Мексика) «За комерційний престиж і найкращу торговельну марку»
Значна частина населення займається приватним кушнірством та торгівлею хутряними виробами власного та імпортного виробництва (центр міста густо всіяний магазинами хутра).
Важливим джерелом доходу містян є також сільськогосподарська діяльність.

## Культура, пам'ятки

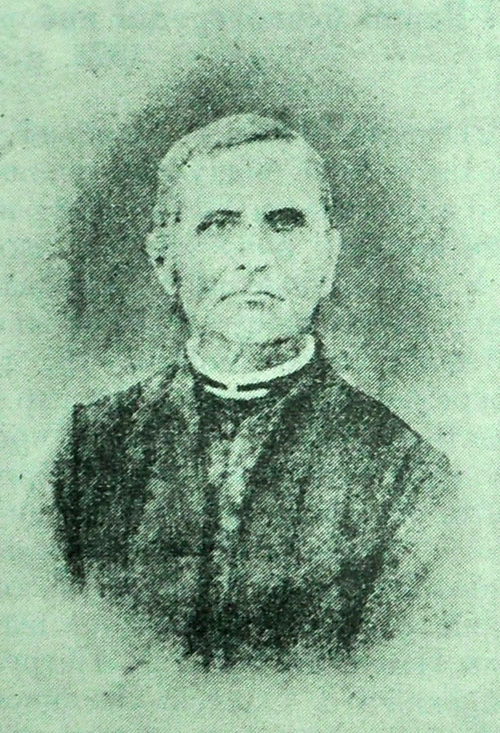
Парох Тисмениці о. Стефан Козоровський

Відомою історико-архітектурною пам'яткою Тисмениці національного значення є дерев'яна церква Різдва Пресвятої Богородиці (1732 р.). Вона ще знана посеред місцевих мешканців під назвою Монастирської — раніше впродовж 1732–1748 рр. при ній існував монастир отців Василіян.
Докладніше: Церква Різдва Пресвятої Богородиці (Тисмениця)
У місті збереглася цегляна церква Святого Миколая (збудована у 1869 р.), а також функціонують храм св. Архистратига Михаїла (освячена 21 листопада 2007 р.) та чоловічий монастир місійного товариство св. апостола Андрія (освячений 25 жовтня 2003 р.).
Упродовж ХІХ – поч. ХХ ст. серед парохів Тисмениці помітний слід по собі залишили отці Стефан Григорович, Микола Волянський, Стефан Козоровський, Альфред Семенович, Іван Коцюба.   
До значущих культурно-освітніх осередків міста на поточний момент належать: Народний дім, дві міські бібліотеки, дитяча школа мистецтв імені Йова Княгиницького. 1 січня 1978 року було створено централізовану бібліотечну систему, в яку входило 49 філіалів сільських бібліотек, 2 селищні (Лисець і Жовтень), 3 дитячі (Тисменицька, Лисецька, Жовтнева), 1 центральна районна бібліотека. З 2000 року ЦБС очолює Ірина Мельник.
Від 1992 року в місті відкрито музей історії міста Тисмениці імені Степана Гаврилюка.
У Тисмениці встановлено низку пам'ятників:
- українському поетові Тарасу Шевченку
- борцям за волю України
- погруддя В'ячеславу Чорноволу
- пам'ятний знак на честь 850-річчя міста
- пам'ятний знак на честь 950-річчя міста.
- погруддя Івану Яковичу Франко.

## Транспорт
Через містечко проходила одноколійна залізниця Станіславів — Бучач — Гусятин — Ярмолинці (Східно-Галицької частини трансверсальної залізниці), будівництво якої розпочалося у 1883 році. До листопада 1884 році завершилось на відтинку до Бучача (зокрема, через станції Хриплин, Палагичі). Перший вантажний потяг на лінії Станіслав — Бучач поїхав 1 листопада 1884 р., перший пасажирський — 15 листопада 1884. Залізнична колія була зруйнована в наслідок бойових дій ПСВ 1914-1918р. На території Австро-Угорщини.
Принаймні у 1854 р. через містечко проходив мурований гостинець Бучач — Озеряни — Монастириська — Нижнів — Станиславів.
В наші дні через Тисменицю проходить автодорога Н18 Івано-Франківськ — Бучач — Тернопіль — частина колишнього державного гостинця Бережани — Монастириськ — Станиславів, який також називали «Тракт Бережанський.»

## Спорт
Одним з осередків спортивного життя Тисмениці є ФК «Хутровик».

## Міста-побратими
- Бандера, США
- Ратибор, Польща[30]

## Відомі люди

### Народилися
- митрополит Андрій (Абрамчук) — релігійний діяч, керуючий Івано-Франківською єпархією УАПЦ, Священноархимандрит Спасо-Преображенського Угорницького монастиря.
- Мауріцій Вольфсталь — польський скрипаль та музичний педагог єврейського походження
- Яків Голуб — громадсько-просвітницький діяч м.Тисмениця, один із засновників читалень «Просвіти» , товариства «Сокіл», українського Краєвого союзу кредитного, поет-самоук.
- Кость Горбаль — український літературний критик, педагог і журналіст.
- Роман Ґут-Кульчицький — діяч освітньої ниви, керівник Рогатинського пласту в 1924—1927, в'язень Берези-Картузької, письменник.
- Йов Княгиницький — церковний діяч другої половини XVI — початку XVII ст.
- Кость Левицький — визначний західноукраїнський політик кінця 19 — першої половини XX ст.
- Олег Лишега — український поет, драматург, перекладач.
- Михайло Медвідь — діяч ОУН, один з організаторів та керівників УПА-Північ.
- Степан Рудик — український журналіст, член КПЗУ, пропав безвісти після більшовицького арешту.
- Микола Угорчак — український дитячий письменник.
- Якоб Фройд — батько Зигмунда Фройда[31]. Зигмунд Фройд народився в сім'ї Якоба Фройда та Амалії Натансон. Батько, Якоб Фройд, народився в 1815 році в місті Тисмениця, в Галичині, і провів там перші 25 років свого життя. У Тисмениці він уперше одружився і дав життя двом старшим братам Зигмунда — Еммануелю і Филипу.

### Пов'язані з містом
- Садок Баронч — релігійний діяч, галицький історик-краєзнавець, фольклорист, архівіст, вірменин за національністю. Впродовж 1846—1850 років був настоятелем домініканського монастиря в місті. Автор низки праць з історії окремих населених пунктів Галичини, зокрема й Тисмениці.
- Євген Йосипович Вісконт — старший лейтенант, командир радянської танкової роти, загинув 1944 року в ході звільнення міста від німецьких загарбників.
- Михайло Грицак — український селянин, посол до Галицького сейму в 1861—1866 роках від Тисмениці (округ Тисмениця — Тлумач)[32]
- Богдан Мохняк — український фотохудожник.
- Вінцентій Поль — польський поет, географ і етнограф, військовик. Упродовж 1857—1860 років по кілька місяців щороку мешкав у Тисмениці в своїх добрих знайомих і під час одного з подібних візитів написав тут поему "Пісня про наш дім".
- Микола Василь Потоцький — меценат (зокрема, підтримував вірменську парафію в Тисмениці, надав 19 тис. золотих на будівництво нового храму)[33]
- Миколай «Ведмежа лаба» Потоцький — фундатор костелу і кляштору домініканців (разом з дружиною Зофією) в Тисмениці (1631), 1641 року додав їм (з другою дружиною Ельжбєтою) 10 тис. золотих.[34]
- Станіслав Потоцький  — дідич, отримав місто від старости сєлєцького Михайла Вельгорського у 1755 році[35]

## Галерея

Пам'ятник борцям за волю України
Церква Святого Миколая
Погруддя В'ячеславу Чорноволу
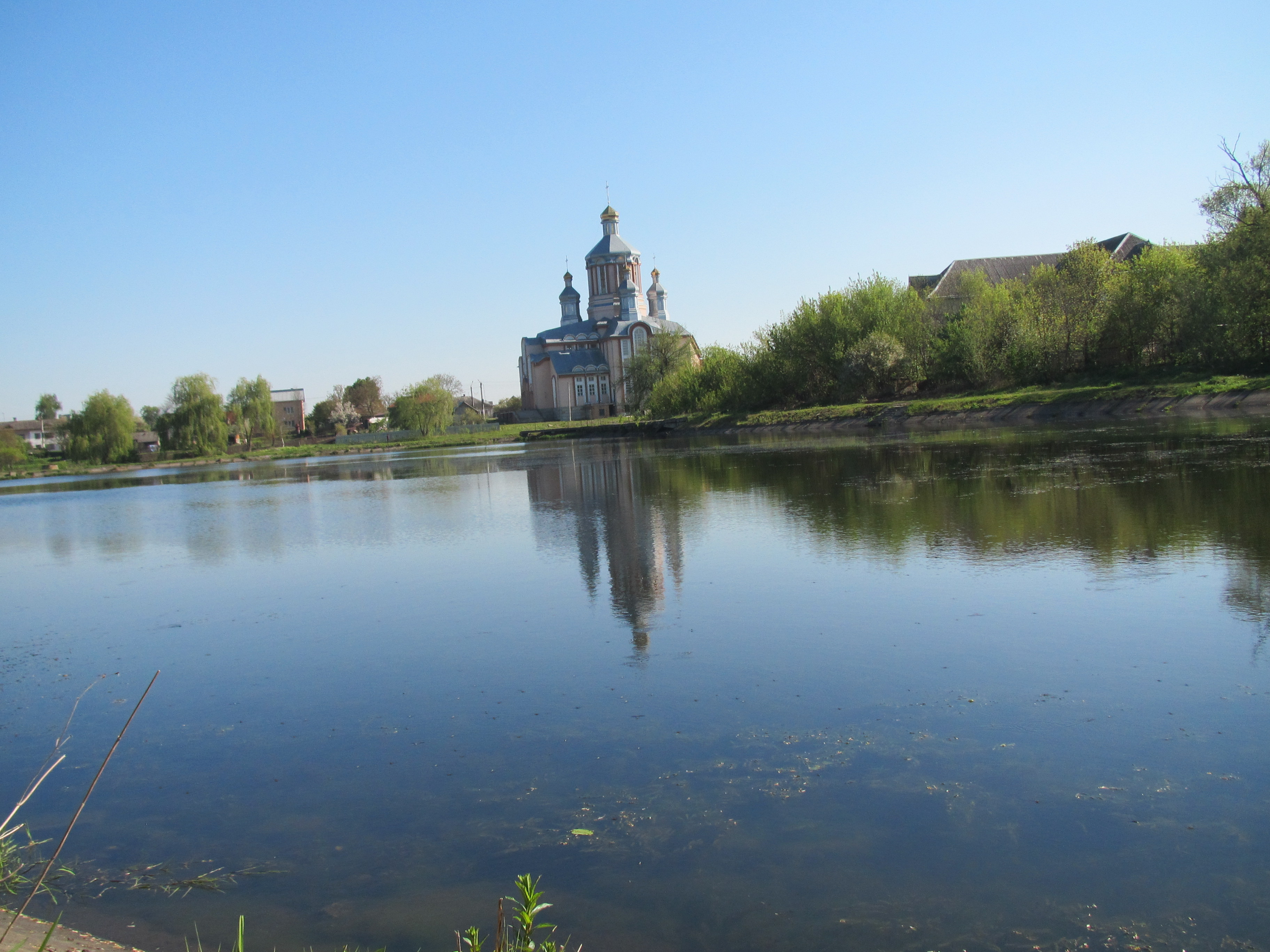
Міське озеро
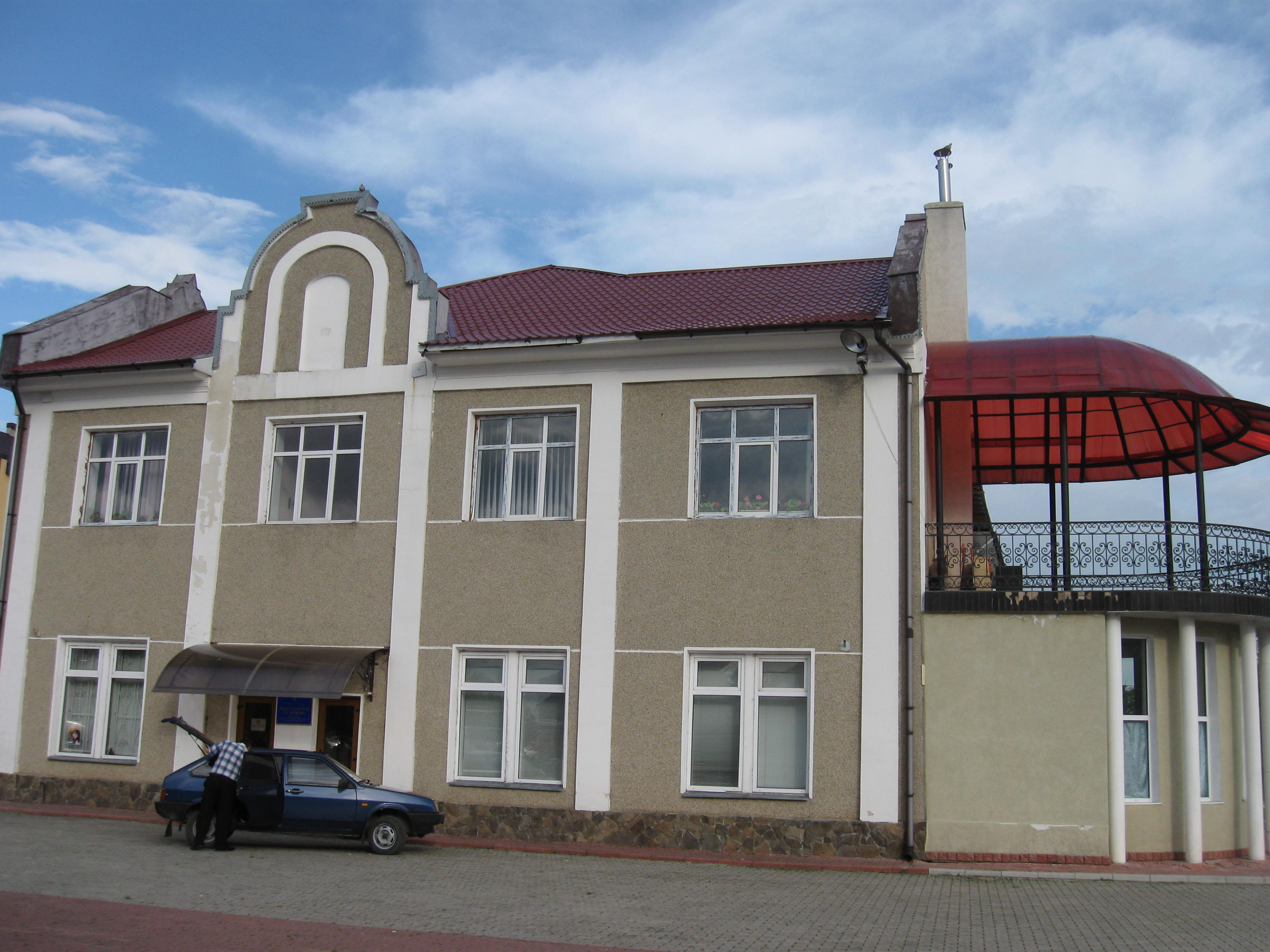
Районний будинок культури
Пам'ятний хрест (1994)
Футбольне поле
Пам'ятник загиблим воїнам другій світовій.
Міська поліклініка
Капличка
Церква Різдва Пресвятої Богородиці